# جان کرازینسکی
جان بورک کرازینسکی (انگلیسی: John Krasinski؛ زادهٔ ۲۰ اکتبر ۱۹۷۹) هنرپیشه، تهیه‌کننده، فیلم‌نامه‌نویس و کارگردان اهل ایالات متحده آمریکا است. او بیشتر برای نقش جیم هالپرت در سریال کمدی شبکه ان‌بی‌سی، اداره، شناخته شده است، جایی که همچنین تهیه‌کننده و گاهی کارگردان بود. او کارگردانی، نویسندگی مشترک و بازی در فیلم ترسناک یک مکان ساکت (۲۰۱۸) را بر عهده داشت، که به همین دلیل مجله تایم او را یکی از ۱۰۰ فرد تأثیرگذار جهان معرفی کرد. او سپس نویسندگی و کارگردانی دنباله این فیلم، یک مکان ساکت: بخش ۲  را نیز انجام داد.
کرازینسکی که در رشته هنرهای تئاتر در دانشگاه براون تحصیل کرده است، در فیلم‌هایی چون کلاه‌چرمی‌ها، جایی که می‌رویم، پیچیده است، قرض گرفته شده، سرزمین موعود و ۱۳ ساعت: سربازان مخفی بنغازی (۲۰۱۶) نقش‌آفرینی کرده است. او کارگردانی و بازی در فیلم‌های کمدی-درام مصاحبه‌های کوتاه با مردان نفرت‌انگیز و هولارها را بر عهده داشت. از سال ۲۰۱۸ تا ۲۰۲۳، او نقش اصلی را در سریال هیجانی آمازون جک رایان را نیز ایفا کرد و در آنجا همچنین تهیه‌کننده اجرایی بود.
کرازینسکی همچنین در فیلم‌های انیمیشن و مستند، از جمله دانشگاه هیولاها، صداپیشگی کرده است. او در سال ۲۰۱۳ شرکت تولیدی ساندی نایت پروداکشنز را تأسیس کرد. برای خلق مشترک برنامه واقعی مسابقه لب‌خوانی، سه نامزدی برای جایزه امی ساعات پربیننده برای برنامه واقعی ساختارمند دریافت کرد. او با بازیگر انگلیسی امیلی بلانت ازدواج کرده و دو دختر دارد.

## اوایل زندگی و تحصیلات
جان بورک کرازینسکی (به انگلیسی: John Burke Krasinski) در ۲۰ اکتبر ۱۹۷۹ در حومه بوستون، نیوتن، ماساچوست به دنیا آمد، او کوچک‌ترین پسر از سه پسر مری کلر (پرستار)، و رونالد کرازینسکی (متخصص بیماری‌های داخلی)، است. او در خانواده‌ای کاتولیک بزرگ شد و مادرش اصالتاً ایرلندی و پدرش اصالتاً لهستانی است.
کرازینسکی اولین حضور خود روی صحنه را در نقش ددی وارباکس در یک نمایش مدرسه‌ای در کلاس ششم از موزیکال آنی تجربه کرد. او در یک نمایشنامه طنزآمیز که توسط بی. جی. نواک، همکار آینده‌اش در سریال اداره نوشته و انتخاب بازیگرانش انجام شده بود، در سال آخر دبیرستان بازی کرد. کرازینسکی و نواک در سال ۱۹۹۷ از دبیرستان نیوتن جنوبی فارغ‌التحصیل شدند. 
پیش از ورود به دانشگاه، کرازینسکی به مدت شش ماه در کاستاریکا به عنوان مربی زبان انگلیسی برای غیرانگلیسی‌زبانان فعالیت کرد. در آنجا، او زنی را که در جریان جزر و مد در ساحلی در پارک ملی مانوئل آنتونیو گرفتار شده بود، از غرق شدن نجات داد. کرازینسکی اظهار داشت که آموخته‌هایش از مادرش، که ناجی غریق بود، به او در نجات این زن کمک کرد. کرازینسکی در دانشگاه براون تحصیل کرد، جایی که در رشته انگلیسی و نمایشنامه‌نویسی تحصیل نمود و پایان‌نامه افتخاری خود را با عنوان «محتوا تحت فشار» نوشت. او در سال ۲۰۰۱ از براون فارغ‌التحصیل شد. 
در براون، او عضو گروه کمدی اسکچ خارج از محدوده بود و به عنوان مربی بسکتبال جوانان در مدرسه گوردون در ایست پراویدنس، رود آیلند فعالیت داشت. سپس در مؤسسه ملی تئاتر در واترفورد، کنتیکت تحصیل کرد.

## حرفه بازیگری

#### اوایل دهه ۲۰۰۰: آغاز حرفه
در سال ۲۰۰۰، کرازینسکی به عنوان کارآموز فیلمنامه‌نویس در برنامه آخر شب با کونان اوبراین فعالیت کرد. پس از فارغ‌التحصیلی از دانشگاه براون، به نیویورک نقل مکان کرد تا حرفه بازیگری را دنبال کند. او در تبلیغات تجاری ظاهر شد، در برنامه‌های تلویزیونی به عنوان بازیگر مهمان حضور یافت و در اجراهای نمایشنامه‌های غیربرادوی شرکت کرد، در حالی که همزمان به عنوان پیشخدمت کار می‌کرد. او در نمایشنامه آنچه خواجه دید، نوشته و کارگردانی‌شده توسط هم‌کلاسی‌های سابق دانشگاهش، امیلی اودل و ایزاک رابرت هورویتز، نقش‌آفرینی کرد.

#### ۲۰۰۵–۲۰۰۹: موفقیت باادارهو اولین کارگردانی
موفقیت بزرگ کرازینسکی در سال ۲۰۰۴ با انتخاب او برای سریال کمدی شبکه ان‌بی‌سی، اداره، بازسازی سریال موفق بریتانیایی، رقم خورد. در این سریال، که یک مستندنما درباره زندگی در یک شرکت متوسط تأمین کاغذ است، او نقش جیم هالپرت، نماینده فروش باهوش و آرام و در فصل‌های بعدی هم‌مدیر شرکت توزیع کاغذ داندر میفلین در اسکرانتون، پنسیلوانیا را بازی کرد.[ شخصیت‌های کرازینسکی و جنا فیشر همچنین زوج عاشقانه سریال بودند. برای آماده‌سازی این نقش، کرازینسکی به اسکرانتون سفر کرد و با کارکنان شرکت‌های واقعی کاغذ مصاحبه کرد. او همچنین تصاویر اسکرانتون را که در تیتراژ ابتدایی سریال استفاده شد، فیلم‌برداری کرد. او در تمام قسمت‌های سریال حضور داشت و چندین قسمت، از جمله «شمشیر» را کارگردانی کرد. برای کارش در سریال (۲۰۰۵–۲۰۱۳)، او در فصل سوم سریال اداره حدود ۱۰۰,۰۰۰ دلار برای هر قسمت دریافت کرد، چهار برابر حقوق او برای دو فصل قبلی.
در سال ۲۰۰۶، کرازینسکی در کنار اندرو کیگان و لیسی شابر در کمدی سرقت مستقل موج جدید به کارگردانی جیسون کاروی، که مستقیماً روی دی‌وی‌دی منتشر شد، بازی کرد. در سال ۲۰۰۷، او در کنار آنا فاریس و دنی مسترسون در کمدی مستقل استونری صورت خندان (۲۰۰۷) به کارگردانی گرگ آراکی نقش بروین را ایفا کرد. نقدها برای این فیلم عمدتاً مثبت بود. در همان سال، او در کمدی رمانتیک جواز ازدواج (۲۰۰۷) با مندی مور و رابین ویلیامز بازی کرد. با وجود نقدهای منفی منتقدان، فیلم از نظر تجاری موفق بود. کرازینسکی در سریال‌های تلویزیونی مختلفی از جمله نظم و قانون: قصد جنایی، بدون هیچ ردی، بابای آمریکایی!، و سی‌اس‌آی: تحقیقات صحنه جرم به عنوان بازیگر مهمان ظاهر شد. او همچنین در فیلم‌هایی از جمله کینزی، دوین هاپ‌وود، جارهد، تعطیلات، شرک ۳، برای بررسی شما و دختران رؤیایی بازی کرد.
در سال ۲۰۰۸، کرازینسکی در کنار رنه زلوگر و جرج کلونی در کمدی کلاه‌چرمی‌ها (۲۰۰۸)، به کارگردانی کلونی، درباره سال‌های اولیه فوتبال حرفه‌ای آمریکایی ظاهر شد. او نقش کارتر «گلوله» رادرفورد، ستاره فوتبال دانشگاه پرینستون و قهرمان تزئین‌شده جنگ جهانی اول را ایفا کرد. ام‌تی‌وی  بازیگری او را ستود و او را «بازیگری که قادر است گرمای پسرانه و نگرانی فکری را منتقل کند» توصیف کرد و اظهار داشت که او «دستاورد قابل‌توجهی در مقابل کلونی بدون ذوب شدن در برابر جذابیت ستاره‌ای او» انجام داد.
در سال ۲۰۰۹، کرازینسکی اولین کارگردانی خود را با فیلم کمدی-درام مصاحبه‌های کوتاه با مردان نفرت‌انگیز انجام داد. او فیلمنامه فیلم را بر اساس مجموعه داستان‌های کوتاه دیوید فاستر والاس نوشت، نقش کوچکی در آن ایفا کرد و همچنین تهیه‌کننده آن بود. این فیلم در ۱۹ ژانویه ۲۰۰۹ در جشنواره فیلم ساندنس اکران شد و نامزد جایزه بزرگ هیئت داوران شد و نقدهای عمدتاً مثبتی دریافت کرد. منتقد فیلم ای.او. اسکات نوشت: «اگرچه این آزمایش کاملاً موفق نیست، اما هوش و بینش کافی در این فیلم وجود دارد که ارزش تلاش را داشته باشد»، در حالی که الیزابت ویتزمن از نیویورک دیلی نیوز احساس کرد که «کرازینسکی شایسته تقدیر است که جاه‌طلبی لازم برای اقتباس از مطالب دشواری مانند داستان‌های کوتاه دیوید فاستر والاس را داشته است.»
در همان سال، او در کنار مایا رودولف در کمدی-درام جایی که می‌رویم به کارگردانی سام مندس بازی کرد. این فیلم داستان زوجی را دنبال می‌کند که در سراسر آمریکای شمالی به دنبال جامعه‌ای ایده‌آل برای ساکن شدن و تشکیل خانواده می‌گردند. فیلم نقدهای مثبتی از منتقدان دریافت کرد. مایکل رختشافن از هالیوود ریپورتر در نقد خود گفت: «اجراهای فوق‌العاده این فیلم کوچک و لطیف را ارزش تماشا می‌کنند».سومین نقش او در سال ۲۰۰۹ در کمدی رمانتیک پیچیده است به کارگردانی نانسی مایرز بود، در کنار گروهی از بازیگران شامل مریل استریپ، استیو مارتین، لیک بل و الک بالدوین. این فیلم در گیشه موفق بود و بیش از ۲۱۹ میلیون دلار در سراسر جهان فروش داشت. این فیلم جایزه انجمن ملی نقد فیلم برای بهترین گروه بازیگران را دریافت کرد.

#### ۲۰۱۰–۲۰۱۴: ادامه فعالیت‌ها و تأسیس شرکت تولیدی
در سال ۲۰۱۱، کرازینسکی در کنار جینیفر گودوین، کیت هادسون و کالین اگلزفیلد در کمدی رمانتیک  قرض گرفته شده، بر اساس رمانی به همین نام از امیلی گیفین، بازی کرد. با وجود نقدهای منفی فیلم، عملکرد او به طور گسترده‌ای تحسین شد. کرازینسکی همچنین یکی از نامزدهای اصلی برای ایفای نقش استیو راجرز/کاپیتان آمریکا در فیلم ابرقهرمانی کاپیتان آمریکا: نخستین انتقام‌جو (۲۰۱۱) بود.
کرازینسکی در فیلم بیوگرافی معجزه بزرگ (۲۰۱۲) در کنار درو باریمور بازی کرد که عملیات نجات نهنگ‌های خاکستری گرفتار در یخ نزدیک پوینت بارو، آلاسکا در سال ۱۹۸۸ را به تصویر می‌کشید. او نقش آدام کارلسون، یک گزارشگر خبری را ایفا کرد. در همان سال، کرازینسکی در درام مستقل هیچ‌کس راه نمی‌رود به کارگردانی رای روسو-یانگ در کنار اولیویا ثریلبی و رزماری دویت بازی کرد. در این فیلم، کرازینسکی نقش پیتر، یک طراح صدا، همسر و پدر دو فرزند را بازی کرد که در حین همکاری با یک هنرمند جوان در اولین فیلم هنری‌اش احساسات عاشقانه‌ای نسبت به او پیدا می‌کند. عملکرد او مورد تحسین منتقدان قرار گرفت. پیتر دبروژ از ورایتی نوشت: «کرازینسکی بازیگری بسیار جذاب است که دوست‌داشتنی بودن او رفتار پیتر را به شیوه‌های جالبی پیچیده می‌کند.» هیچ‌کس راه نمی‌رود در بخش مسابقه جشنواره فیلم ساندنس ۲۰۱۲ اکران شد و جایزه ویژه هیئت داوران را دریافت کرد.
سپس، کرازینسکی در کنار مت دیمون در درام سرزمین موعود بازی کرد، فیلمنامه را با او نوشت و تهیه‌کنندگی مشترک آن را بر عهده داشت. این فیلم که بر اساس داستانی از دیو اگِرز ساخته شد، در ۲۸ دسامبر ۲۰۱۲ اکران شد. این فیلم که بر اساس مجموعه‌ای از نیویورک تایمز به نام حفاری عمیق نوشته ایان اوربینا ساخته شده بود، داستان دو فروشنده شرکتی را دنبال می‌کند که به یک شهر روستایی سفر می‌کنند تا حقوق حفاری را از ساکنان محلی خریداری کنند. این فیلم به کارگردانی گاس ون سنت ساخته شد. کرازینسکی ایده فیلم را مطرح کرد و آن را با اگِرز توسعه داد. آن‌ها بعداً این ایده را به دیمون ارائه کردند. این فیلم جایزه ذکر ویژه در شصت و سومین جشنواره بین‌المللی فیلم برلین در فوریه ۲۰۱۳ را دریافت کرد. او همچنین راوی سریال مستند تلویزیونی بازی‌های ذهنی (۲۰۱۲) در کانال دیسکاوری بود.
در سال ۲۰۱۳، کرازینسکی شرکت تولیدی ساندی نایت پروداکشنز را با آلیسون سیگر تأسیس کرد. این شرکت قراردادی کلی با توئنتیث سنچری فاکس تلویژن امضا کرد. تحت این برند، کرازینسکی و سیگر به همراه استفن مرچنت، تهیه‌کنندگان اجرایی سریال کمدی انیمیشن/زنده دریم کورپ، ال‌ال‌سی ساخته دنیل استسن در شبکه ادالت سویم شدند. جان گریس، ستاره سریال لاست، در این سریال بازی کرد. کرازینسکی و مرچنت همچنین تهیه‌کنندگان اجرایی برنامه مسابقه واقعیت موسیقایی مسابقه لب‌خوانی بودند که در ۲ آوریل ۲۰۱۵ در شبکه کابلی اسپایک پخش شد. این برنامه اسپین‌آفی از بخشی بود که ابتدا در برنامه امشب با جیمی فالون معرفی شد. مرچنت، کرازینسکی و همسر کرازینسکی، امیلی بلانت، در حال ایده‌پردازی برای حضور کرازینسکی در شب دیروقت بودند که این ایده شکل گرفت. جیمی فالون سپس آن را به یک بخش تکرارشونده در برنامه خود تبدیل کرد. این برنامه برای اسپایک موفقیتی بزرگ بود؛ اولین قسمت آن بالاترین رتبه‌بندی برای یک برنامه غیرفیلمنامه‌ای در تاریخ اسپایک را به دست آورد. در ژوئیه ۲۰۱۶، این برنامه نامزد جایزه امی ساعات پربیننده در دسته برنامه واقعی ساختارمند شد.

#### ۲۰۱۴–۲۰۱۷: فعالیت‌های سینمایی و تئاتر
در سال ۲۰۱۴، کرازینسکی با همکار و نویسنده مشترک سرزمین موعود، مت دیمون، در درام تحسین‌شده منچستر کنار دریا (۲۰۱۶) همکاری کرد که کیسی افلک و میشل ویلیامز در آن بازی کردند. این فیلم به نویسندگی و کارگردانی کنت لونرگان و بر اساس ایده اصلی کرازینسکی ساخته شد. این فیلم در هشتاد و نهمین دوره جوایز اسکار شش نامزدی از جمله بهترین فیلم دریافت کرد. سپس، کرازینسکی در کمدی-درام رمانتیک آلوها به کارگردانی کامرون کرو در کنار راشل مک آدامز، بردلی کوپر و اما استون بازی کرد. این فیلم با واکنش منفی و جنجال از سوی منتقدان و مخاطبان مواجه شد.
در سال ۲۰۱۶، کرازینسکی در فیلم جنگی بیوگرافیکال ۱۳ ساعت: سربازان مخفی بنغازی به کارگردانی مایکل بی، بر اساس کتاب ۱۳ ساعت نوشته میچل زاکوف، بازی کرد. این فیلم داستان شش عضو تیم امنیتی ضمیمه را دنبال می‌کند که برای دفاع از مجتمع دیپلماتیک آمریکا در بنغازی، لیبی پس از حملات موجی توسط شبه‌نظامیان اسلامی در ۱۱ سپتامبر ۲۰۱۲ جنگیدند. کرازینسکی برای این نقش، که یک نیروی سابق نیروی دریایی آمریکا را به تصویر می‌کشید، تمرینات بدنی گسترده‌ای انجام داد و ۲۵ پوند عضله اضافه کرد. در همان سال، او کمدی-درام هولارها را کارگردانی کرد. این فیلم اولین فیلم بلند تولیدی تحت برند ساندی نایت بود. کرازینسکی همچنین در این فیلم در کنار گروهی از بازیگران از جمله شارلتو کوپلی، چارلی دی، ریچارد جنکینز، آنا کندریک و مارگو مارتیندیل بازی کرد. این فیلم در ۲۴ ژانویه ۲۰۱۶ در جشنواره فیلم ساندنس اکران جهانی شد. پیتر تراورس از رولینگ استون نوشت که کرازینسکی «ژانر کلیشه‌ای فیلم‌های خانوادگی ناکارآمد را با طنز و همدلی غیرمعمول» مدیریت کرده است.
کرازینسکی در اولین اجرای جهانی نمایشنامه غیربرادوی پودر خشک با هنک آزاریا، کلر دینز و سانجیت د سیلوا، به کارگردانی توماس کیل، بازی کرد. این نمایش از مارس تا مه ۲۰۱۶ در تئاتر عمومی نیویورک اجرا شد و پیش از افتتاح بلیط‌هایش به طور کامل فروخته شد. عملکرد او به طور گسترده‌ای مورد تحسین منتقدان قرار گرفت و در همان سال، او جایزه دنیای تئاتر برای بهترین اولین اجرا را دریافت کرد. او همچنین در فیلم کوتاه سیاه‌وسفید گذر به جلو برای خانه مد لوکس ایتالیایی پرادا، به کارگردانی دیوید او. راسل، که در سپتامبر ۲۰۱۶ در هفته مد میلان اکران شد، بازی کرد.در اکتبر ۲۰۱۶، او یک اجرای زنده از فیلمنامه ویل هانتینگ خوب (۱۹۹۷) را در تئاتر اسکیربال نیویورک کارگردانی کرد، با حضور یک‌باره ستارگان اصلی بن افلک و مت دیمون همراه با امیلی بلانت.
تنها اکران کرازینسکی در سال ۲۰۱۷ فیلم دیترویت به کارگردانی کاترین بیگلو بود. این فیلم که درباره شورش‌های دیترویت در سال ۱۹۶۷ بود، در ژوئیه ۲۰۱۷، نزدیک به پنجاهمین سالگرد این رویدادها و در سالگرد حادثه متل الجزایر که در فیلم به تصویر کشیده شده، اکران شد.

#### ۲۰۱۸–تاکنون: مجموعه فیلم‌هایجای آراموجک رایان
در سال ۲۰۱۸، کرازینسکی فیلم ترسناک پسا-آخرالزمانی  یک مکان ساکت را کارگردانی و نویسندگی مشترک کرد و در کنار همسرش امیلی بلانت در آن بازی کرد. این فیلم که توسط پارامونت پیکچرز منتشر شد، در راتن تومیتوز بر اساس ۳۶۷ نقد امتیاز ۹۶٪ کسب کرد و بیش از ۳۴۰ میلیون دلار در سراسر جهان فروش داشت. موفقیت این فیلم باعث شد مجله تایم کرازینسکی را یکی از ۱۰۰ فرد تأثیرگذار جهان معرفی کند، و مجموعه فیلم‌های  یک مکان ساکت شد.
کرازینسکی تهیه‌کننده و بازیگر نقش اصلی سریال جک رایان است و پنجمین بازیگری است که این شخصیت را پس از الک بالدوین، هریسون فورد، بن افلک و کریس پاین از مجموعه فیلم‌ها به تصویر می‌کشد. جک رایان در ۳۱ اوت ۲۰۱۸ در آمازون ویدئو پخش شد. چهار ماه پیش از اولین پخش سریال، پس از موفقیت انتقادی و تجاری جای آرام، برای فصل دوم تمدید شد.
در مارس ۲۰۲۰، کرازینسکی یک مجموعه وب به نام اخبار خوب (SGN) را در یوتیوب در پاسخ به همه‌گیری کووید-۱۹ آغاز کرد. این مجموعه بر برجسته کردن اخبار خوب در آن زمان تمرکز داشت و شامل حضور سلبریتی‌هایی مانند استیو کارل، رابرت دنیرو، کل بازیگران اصلی همیلتون، برد پیت، ساموئل ال. جکسون، اپرا وینفری، اما استون، رایان رینولدز، استیون اسپیلبرگ، جان استوارت، ملاله یوسفزی و بازیگران اداره بود. در ۱۷ آوریل ۲۰۲۰، کرازینسکی یک مراسم رقص مجازی زنده برای دانش‌آموزان دبیرستانی که مراسم رقصشان به دلیل همه‌گیری لغو شده بود، میزبانی کرد؛ ۲۱۰,۰۰۰ بیننده در این رویداد شرکت کردند که شامل اجراهای زنده از بیلی آیلیش، فینیاس، برادران جوناس و دی‌جی دی‌نایس بود. کرازینسکی به عنوان وزیر در ایالت ماساچوست منصوب شد تا یک مراسم عروسی مجازی را در این مجموعه اجرا کند. این مجموعه نه‌قسمتی ۷۲ میلیون بازدید و ۲.۵۸ میلیون مشترک جذب کرد. در ۲۲ مه ۲۰۲۰، ویاکام‌سی‌بی‌اس اعلام کرد که این برنامه را برای پخش در سی‌بی‌اس آل اکسس خریداری کرده است، اما کرازینسکی بعداً تأیید کرد که او و ویاکام‌سی‌بی‌اس برنامه‌های توسعه برای پلتفرم استریم این شرکت را ادامه ندادند. در عوض، کرازینسکی اخبار خوب را در فرمت اصلی خود در یوتیوب و پلتفرم‌های ویدیویی ثانویه‌ای که در اجرای اولیه برنامه ایجاد شده بودند، مانند اسنپ‌چت، نگه داشت.
در ۲۰ ژانویه ۲۰۲۱، کرازینسکی در جشن تحلیف رئیس‌جمهور جو بایدن و معاون رئیس‌جمهور کامالا هریس از طریق یک سخنرانی از راه دور از دفتر خانگی خود سخن گفت. کرازینسکی در همان ماه اولین قسمت خود را در پخش زنده شنبه شب میزبانی کرد که ۶.۶۹ میلیون بیننده داشت و نقدهای مثبتی از منتقدان دریافت کرد.
کرازینسکی دنباله یک مکان ساکت بخش دوم را کارگردانی و نوشت و در آن نقش مکمل داشت. این فیلم که ابتدا برای ۲۰ مارس ۲۰۲۰ برنامه‌ریزی شده بود، به دلیل کووید-۱۹ (تئاترها در هفته ۱۶ مارس شروع به تعطیلی کردند) به تعویق افتاد. در نهایت در ۲۸ مه ۲۰۲۱ اکران شد و نقدهای مثبتی دریافت کرد، به موفقیت گیشه‌ای دست یافت و اولین فیلم دوران همه‌گیری بود که از ۱۰۰ میلیون دلار در گیشه داخلی عبور کرد. در راتن تومیتوز، این دنباله بر اساس ۳۵۵ نقد امتیاز ۹۱٪ کسب کرد، با اجماع وب‌سایت که بیان می‌کرد این فیلم «پرتنش» «جهان ترسناک این مجموعه را بدون از دست دادن قلبش گسترش داد».
در مه ۲۰۲۱، شرکت تولیدی کرازینسکی، ساندی نایت پروداکشنز، قراردادی برای اولین نگاه با پارامونت پیکچرز امضا کرد. در اوت همان سال، کرازینسکی حضوری کوتاه به عنوان یک گیمر سایه‌دار در فیلم مرد آزاد داشت.
در مه ۲۰۲۲، کرازینسکی اولین حضور خود در دنیای سینمایی مارول را به عنوان رید ریچاردز / آقای شگفت‌انگیز در دکتر استرنج در چندجهانی دیوانگی به عنوان عضوی از ایلومیناتی انجام داد، او سال‌ها از بازیگران پیشنهادی طرفداران دنیای مارول برای ایفای نقش آقای شگفت‌انگیز بود. 
در ژوئن ۲۰۲۲، او صداپیشگی سوپرمن را در فیلم انیمیشن ابرحیوانات لیگ دی‌سی انجام داد.
در اکتبر ۲۰۱۹، کمدی فانتزی کرازینسکی ایف توسط پارامونت پیکچرز انتخاب شد؛ علاوه بر نویسندگی، کارگردانی و تهیه‌کنندگی این پروژه، کرازینسکی در کنار رایان رینولدز، که همچنین تهیه‌کننده بود، بازی کرد. این پروژه همچنین با حضور فیبی والر-بریج، فیونا شاو، لوئیس گاست جونیور و همکار کرازینسکی در اداره، استیو کارل، قرار بود در ۱۷ نوامبر ۲۰۲۳ اکران شود. در ژوئیه ۲۰۲۲، اکران فیلم تا ۲۴ مه ۲۰۲۴ به تعویق افتاد.

#### سایر فعالیت‌ها
از مارس ۲۰۰۶، کرازینسکی مجموعه‌ای از تبلیغات برای Ask.com را روایت کرد. او همچنین تبلیغات برای اپل تی‌وی، ورایزون وایرلس، ایشورنس، بلک‌بری استورم، مای کوک ریواردز، و کارنیوال کروز لاینز را روایت کرده و در تبلیغات چاپی برای گپ ظاهر شده است. در سال ۲۰۲۰، او در کنار هم‌وطنان بوستونی کریس ایوانز، راشل درچ و دیوید اورتیز در یک تبلیغ سوپربول محبوب برای ویژگی پارک هوشمند هیوندای سوناتا ۲۰۲۰ بازی کرد و آن را «اسمات پارک» تلفظ کرد. او در سال‌های ۲۰۰۶، ۲۰۰۹، ۲۰۱۸ و ۲۰۱۹ به عنوان یکی از جذاب‌ترین مردان زنده مجله پیپل انتخاب شد و در سال ۲۰۲۴ اولین مرد در این فهرست بود. او کتاب کودکان جورج کنجکاو به بیمارستان می‌رود را روایت کرد، که در مجموعه ویژه جورج کنجکاو: نسخه هفتاد و پنجمین سالگرد گنجانده شد و او همچنین آن را روایت کرد.
در سال ۲۰۲۴، کرازینسکی به دلیل ظاهر شدن در یک تبلیغ تلویزیونی کانادایی برای راجرز، در حالی که این شرکت بازیگران اتحادیه کانادایی را در جریان اختلاف کارگری محروم کرده بود، انتقادات ملایمی دریافت کرد. حضور او در این تبلیغ به عنوان تضعیف تلاش‌های اتحادیه بازیگران کانادایی، ACTRA، برای پایان دادن به محرومیت دیده شد.

## زندگی شخصی
کرازینسکی از نوامبر ۲۰۰۸ با بازیگر انگلیسی امیلی بلانت وارد رابطه شد. آن‌ها در اوت ۲۰۰۹ نامزد کردند و در ۱۰ ژوئیه ۲۰۱۰ در کومو، ایتالیا ازدواج کردند. آن‌ها دو دختر دارند.
کرازینسکی طرفدار تیم بوستون رد ساکس است. در سال ۲۰۱۱، او در یک کمپین تبلیغاتی نیو ارا/ام‌ال‌بی در کنار الک بالدوین بازی کرد که بر رقابت بین رد ساکس و تیم مورد علاقه بالدوین، نیویورک یانکیز، تمرکز داشت.

## نیکوکاری
محصولات اخبار خوب (Some Good Merch)
در مه ۲۰۲۰، کرازینسکی با همکاری Sevenly، ۵th Element و بنیاد استارباکس، فروشگاه آنلاین محصولات اخبار خوب را راه‌اندازی کرد که برای جمع‌آوری حمایت مالی برای چندین هدف اجتماعی در طول همه‌گیری کووید-۱۹ طراحی شده بود. اقلام فروشگاه، شامل تی‌شرت، لیوان، کیف‌های پارچه‌ای، زیورآلات و ماسک‌های صورت قابل استفاده مجدد، شامل آثار هنری اهدایی از طرفداران برنامه وب اخبار خوب کرازینسکی و همچنین آثار هنری ساخته‌شده توسط دختران کرازینسکی برای این برنامه بود. تمام سود فروش به یکی از شش موسسه خیریه به انتخاب خریدار اهدا می‌شد و بنیاد استارباکس متعهد شد تا یک میلیون دلار را همسان‌سازی کند. محصولات اخبار خوب در عرض یک ماه نزدیک به ۵۰۰,۰۰۰ دلار و تا سال ۲۰۲۱ بیش از ۲ میلیون دلار جمع‌آوری کرد. کمک‌های اولیه به آشپزخانه مرکزی جهان، صندوق امداد کارکنان رستوران، امداد مستقیم، جهان بدون تروما و باشگاه‌های پسران و دختران آمریکا (BGCA) اهدا شد. کمک‌های مالی از محصولات اخبار خوب به امداد مستقیم، با هماهنگی تیمی در صندوق ملل اول، به هزاران تجهیزات حفاظتی کووید-۱۹، ماسک صورت، ضدعفونی‌کننده و سایر تجهیزات امدادی پزشکی برای ملت ناواهو و بیمارستان ایندیان وایت ریور در رزرواسیون ایندیان فورت آپاچی، که بیش از ۱۷,۰۰۰ عضو قبیله‌ای را خدمت‌رسانی می‌کند و توسط سرویس بهداشت ایندیان (IHS) اداره می‌شود، اختصاص یافت. کمک‌های اضافی تجهیزات حفاظتی به خدمات اجتماعی سلف‌هلپ، یک سرویس مراقبت‌های بهداشتی خانگی و مبتنی بر جامعه برای بازماندگان سالمند هولوکاست و سالمندان خانه‌نشین، اهدا شد.
در ژوئن ۲۰۲۰، پس از اعتراضات گسترده عمومی علیه بی‌عدالتی نژادی در ایالات متحده، محصولات اخبار خوب گزینه‌های اهدایی برای سازمان زندگی سیاه‌پوستان مهم است و صندوق دفاع و آموزش حقوقی NAACP، یک سازمان حقوقی حقوق مدنی و انسانی متعهد به مبارزه با بی‌عدالتی نژادی و حذف نابرابری‌های ساختاری نژادی، اضافه کرد.در اکتبر، کمک‌های محصولات اخبار خوب به باشگاه‌های پسران و دختران آمریکا به بازگشایی از راه دور BGCA مترو آتلانتا و ایجاد برنامه‌های یادگیری از راه دور جدید پس از بسته شدن باشگاه‌ها به دلیل همه‌گیری کووید-۱۹ کمک کرد.در این زمان، کمک‌ها به جهان بدون تروما همچنین به برنامه بین‌المللی «علائم برای امید» اختصاص یافت که به آموزش مراقبت آگاه از تروما برای کودکان ناشنوا و یتیمان کمک می‌کند.در دسامبر ۲۰۲۰، پس از پخش قسمت نهم اخبار خوب، سازمان اسباب‌بازی برای بچه‌ها به عنوان یک گزینه خیریه اضافی در Sevenly در دسترس قرار گرفت، که اسباب‌بازی‌هایی را برای کودکانی که خانواده‌هایشان نمی‌توانند در تعطیلات کریسمس برایشان خرید کنند، فراهم می‌کند.

### جمع‌آوری کمک مالی
برای چهلمین تولدش در اکتبر ۲۰۱۹، کرازینسکی یک کمپین جمع‌آوری کمک مالی ویروسی برای فمیلی ریچ، یک سازمان غیرانتفاعی مستقر در بوستون که برای کمک مالی به خانواده‌هایی که با درمان سرطان مقابله می‌کنند طراحی شده است، راه‌اندازی کرد. کرازینسکی در برنامه جیمی کیمل زنده! توضیح داد: «می‌خواستم برای چهلمین تولدم کار خوبی انجام دهم، چون فکر کردم حالا که دارم از تپه بالا می‌روم، بهتر است کار خوبی بکنم. پس فقط از مردم پول گدایی کردم.» این کمپین بیش از ۵۰۰,۰۰۰ دلار جمع‌آوری کرد و کرازینسکی و همسرش پس از آن به رهبری تلاش‌های جمع‌آوری کمک مالی برای این سازمان از طریق کمپین امید برای تعطیلات فمیلی ریچ ادامه دادند. با همکاری بنیاد اوماز در سال ۲۰۱۸، کرازینسکی و همسرش همچنین برای صندوق ملاله، که از حقوق آموزش برای دختران و زنان حمایت می‌کند، پول جمع‌آوری کردند. در سال ۲۰۲۰، کرازینسکی و بلانت ۴۵۶,۰۰۰ دلار اضافی برای سازمان فمیلی ریچ جمع‌آوری کردند.
از مارس تا دسامبر ۲۰۲۰، کرازینسکی و تیم ساندی نایت پروداکشنز چندین فرصت جمع‌آوری کمک مالی و اهدا از طریق برنامه وب اخبار خوب ایجاد کردند. این شامل ارائه سه ماه خدمات تلفن همراه رایگان برای همه پرستاران و پزشکان در ایالات متحده از طریق AT&T و بلیط‌های فصل مادام‌العمر برای کارگران پزشکی خط مقدم مستقر در بوستون برای بازی‌های بیسبال بوستون رد ساکس بود. دختران کرازینسکی همچنین به طراحی یک تی‌شرت با Sevenly و پپسی‌کو برای جمع‌آوری پول برای کارکنان رستوران‌هایی که در طول همه‌گیری کووید-۱۹ دچار مشکل شده بودند، کمک کردند؛ از طریق SGN، پپسی‌کو همچنین متعهد شد ۳ میلیون دلار اضافی به صندوق امداد کارکنان رستوران اهدا کند. در قسمت نهم برنامه، یک «ویژه تعطیلات» در دسامبر ۲۰۲۰، فدکس متعهد شد ۵ میلیون دلار به درایو تعطیلات اسباب‌بازی برای بچه‌ها اهدا کند.

## فیلم‌شناسی

### فیلم
| سال  | نام فیلم                          | نقش                        | Notes                         |
| ---- | --------------------------------- | -------------------------- | ----------------------------- |
| ۲۰۰۰ | ایالتی و اصلی                     | Judge's Assistant          | Uncredited                    |
| ۲۰۰۲ | Fighting Still Life               | Tyler                      | Short film                    |
| ۲۰۰۲ | Alma Mater                        | Flea Club Candidate 1      |                               |
| ۲۰۰۴ | کینزی                             | Ben                        |                               |
| ۲۰۰۴ | تاکسی                             | Messenger No. 3            |                               |
| ۲۰۰۵ | Duane Hopwood                     | Bob Flynn                  |                               |
| ۲۰۰۵ | جارهد                             | Corporal Harrigan          |                               |
| ۲۰۰۶ | Doogal                            |                            |                               |
| ۲۰۰۶ | A New Wave                        | Gideon                     |                               |
| ۲۰۰۶ | محض اطلاع                         | Paper Badge Officer        |                               |
| ۲۰۰۶ | تعطیلات                           | Ben                        |                               |
| ۲۰۰۶ | 'دختران رؤیایی                    | Sam Walsh                  |                               |
| ۲۰۰۷ | صورت خندان                        | Brevin                     |                               |
| ۲۰۰۷ | شرک ۳                             | Sir Lancelot               | صداپیشه                       |
| ۲۰۰۷ | جواز ازدواج                       | Ben Murphy                 |                               |
| ۲۰۰۸ | کلاه‌چرمی‌ها                        | Carter Rutherford          |                               |
| ۲۰۰۹ | Brief Interviews with Hideous Men | Ryan / Subject No. 20      | کارگردان، نویسنده و تهیه‌کننده |
| ۲۰۰۹ | هیولاها علیه بیگانگان             | Cuthbert                   | صداپیشه                       |
| ۲۰۰۹ | جایی که می‌رویم                    | Burt Farlander             |                               |
| ۲۰۰۹ | پیچیده‌است                         | Harley                     |                               |
| ۲۰۱۱ | قرض گرفته شده                     | Ethan                      |                               |
| ۲۰۱۱ | ماپت‌ها                            | Himself                    |                               |
| ۲۰۱۲ | Nobody Walks                      | Peter                      |                               |
| ۲۰۱۲ | معجزه بزرگ                        | Adam Carlson               |                               |
| ۲۰۱۲ | سرزمین موعود                      | Dustin Noble               | نویسنده و تهیه‌کننده           |
| ۲۰۱۳ | دانشگاه هیولاها                   | "Frightening" Frank McCay  | Voice                         |
| ۲۰۱۳ | باد برمی‌خیزد                      | Honjo                      | Voice; English dub            |
| ۲۰۱۴ | پیامبر                            | حلیم                       | صداپیشه                       |
| ۲۰۱۵ | آلوها                             | John "Woody" Woodside      |                               |
| ۲۰۱۶ | ۱۳ ساعت: سربازان مخفی بنغازی      | Jack Silva                 |                               |
| ۲۰۱۶ | منچستر بای د سی                   | —                          | تهیه‌کننده اجرایی              |
| ۲۰۱۶ | The Hollars                       | John Hollar                | کارگردان و تهیه‌کننده          |
| ۲۰۱۶ | Past Forward                      | Man No. 1                  | Short film                    |
| ۲۰۱۷ | Born in China                     | Narrator                   | صداپیشه                       |
| ۲۰۱۷ | بیسکوییت باغ‌وحشی                  | Owen Huntington            | صداپیشه                       |
| ۲۰۱۷ | دیترویت                           | Norman Lippitt             |                               |
| ۲۰۱۸ | یک مکان ساکت                      | Lee Abbott                 | کارگردان، نویسنده و تهیه‌کننده |
| ۲۰۱۸ | نسل بعدی                          | ۷۷۲۳                       | صداپیشه                       |
| ۲۰۲۱ | یک مکان ساکت: بخش ۲               | Lee Abbott                 | کارگردان، نویسنده و تهیه‌کننده |
| ۲۰۲۲ | دکتر استرنج در چندجهانی دیوانگی   | رید ریچاردز/آقای شگفت‌انگیز |                               |
| ۲۰۲۵ | چشمه جوانی                        | لوک پوردو                  |                               |

### تلویزیون
| Year         | Title                          | Role                          | Notes                                                                               |
| ------------ | ------------------------------ | ----------------------------- | ----------------------------------------------------------------------------------- |
| ۲۰۰۳         | Ed                             | Process server                | Episode: "Good Advice"                                                              |
| ۲۰۰۴         | Law & Order: Criminal Intent   | Jace Gleesing                 | Episode: " Mad Hops "                                                               |
| ۲۰۰۵–۱۳      | The Office                     | Jim Halpert                   | 201 episodes Director ("Sabre", "Lotto" and "The Boat")                             |
| ۲۰۰۵         | Without a Trace                | Curtis Horne                  | Episode: "The Bogie Man"                                                            |
| ۲۰۰۵         | CSI: Crime Scene Investigation | Lyle Davis                    | Episode: " Who Shot Sherlock "                                                      |
| ۲۰۰۶         | American Dad!                  | Gilbert (voice)               | Episode: " Irregarding Steve "                                                      |
| ۲۰۱۲         | 30 Rock                        | Himself                       | Episode: "The Ballad of Kenneth Parcell"                                            |
| ۲۰۱۲         | Head Games                     | Narrator                      | 3 episodes                                                                          |
| ۲۰۱۳         | Arrested Development           | Spyder Foode                  | Episode: " The B. Team "                                                            |
| ۲۰۱۴–۱۵      | BoJack Horseman                | Secretariat (voice)           | Episodes "Later" and "The Shot"                                                     |
| 2015–present | Lip Sync Battle                | Himself                       | Also co-creator and executive producer; Episode: "John Krasinski vs. Anna Kendrick" |
| ۲۰۱۶         | Robot Chicken                  | Director / Doc Brown (voices) | Episode: "Secret of the Flushed Footlong"                                           |
| 2016–present | Dream Corp, LLC                | —                             | Executive producer                                                                  |
| 2018–present | Jack Ryan                      | Jack Ryan                     | Main role; also executive producer                                                  |

### سریال اینترنتی
| Year         | Title          | Role | Notes                               |
| ------------ | -------------- | ---- | ----------------------------------- |
| 2020–present | Some Good News | Self | Creator, star, writer, and producer |